# Synédrion
Le Synédrion (en grec ancien : συνέδριον / sunédrion), littéralement « assemblée », est un organe politique du monde hellénique, semblable à la Boulè. 
On le retrouve notamment à diverses périodes :
- le Synedrion de Macédoine (IVe – IIIe siècle av. J.-C.) ;
- le synedrion de Corinthe ;
- le synédrion d'Épire ;
- le synédrion dans la Grèce romanisée[1].
- le sanhédrin en Judée hellénistique et romaine

Mot composé de σύν, sún (« avec ») et de ἕδρα, hédra (« siège »). 